# Himara
Himara eller Himarë (fra græsk: Χειμάρρα, Himarra) er en tosproget region og kommune i det sydlige Albanien, en del af Vlorë Præfekturet. Det ligger mellem Ceraunian-bjergene og Det Ioniske Hav og er en del af den Albanske Riviera. Regionen består af byen Himarë og landsbyerne Dhërmi, Pilur, Kudhës, Qeparo, Vuno, Ilias, og Palasë . Kommunen blev dannet ved kommunalreformen i 2015 ved sammenlægningen af de tidligere kommuner Himarë, Horë-Vranisht og Lukovë. Den samlede befolkning er 7.818 (2011-folketællingen),  på et samlet areal på 572,22 km2. Befolkningen i den tidligere kommune ved folketællingen i 2011 var 2.822.
Befolkningen i regionen Himara er overvejende af etnisk græsk afstamning.

## Geografi
Himara-regionen er en ca. 20 km x 5 km lang stribe, afgrænset af de 2.000 meter høje Llogara-bjerge mod nordøst (kendt i antikken og i den lokale græske dialekt som de Ceraunian-bjerge (græsk: Κεραύνια Όρη, Keravnia ori, "Thunder Mountains") og Det Ioniske Hav mod sydvest. Der er lange hvide sandstrande, og de få bakker tæt på havet er anlagt i terrasser og beplantet med oliven- og citrustræer. Landsbyerne Himarë ligger højt op på udløbere i det Cerauniske område i positioner, der tilbød naturligt forsvar mod de nærliggende Labëria under den osmanniske æra.

## Seværdigheder
Området har et stort potentiale for turisme, hvor de vigtigste karakteristika ved byen er strandpromenaden, de græske taverner og den traditionelt bevarede gamle bydel bygget på en bakke. Byen Himarë består af den gamle bydel, Kastro, der ligger på og omkring det gamle slot og kystregionen Spilea, som er det turistmæssige og økonomiske centrum i regionen. Andre dele af byen er Potami, Livadhi, Zhamari, Michaili og Stefaneli. Nord for byen Himarë ligger landsbyerne Vuno, Ilias, Dhërmi med sin kystregion Jaliskari og Palasë. Dhermi indeholder et antal nybyggede badebyer. I bjergene ligger Pilur og Kudhës, mens Qeparo ligger syd for byen Himarë. 

Regionen har flere ortodokse kirker og klostre, bygget med traditionel byzantinsk arkitektur, som korsklosteret, Athaliotissa, Saint Theodore, Jomfru Maria i Dhërmi og Saint Demetrius. Desuden er der et antal kirker placeret inde i Himarë-slottet, som kirken Jomfru Maria Kasopitra, Episkopi, som er bygget på stedet for et gammelt tempel dedikeret til Apollo samt Aghioi Pantes kirke, ved indgangen til slottet. Andre monumenter på slottet er palæet til Spyromilios-familien og den græske skole.
- Det Ioniske hav ved solnedgang set fra Llogarapasset.
- Llamanistranden syd for Himara
- Ceraunianbjergene (Llogara) tæt på
- Landsbyen Vuno
- Landsbyen Qeparo
- Landsbyen Palase